# Przegląd Oświatowy
Przegląd Oświatowy – dwutygodnik NSZZ "Solidarności" Pracowników Oświaty i Wychowania, poświęcony problemom edukacji.
Czasopismo zostało utworzone w 1985 roku na bazie podziemnych pism poświęconych oświacie "Tu i Teraz" oraz "Wiatr od morza". Współtwórcą i pierwszym redaktorem dwutygodnika był Jacek Rybicki. Począwszy od stycznia 2001 roku czasopismo wydaje Stowarzyszenie Instytut Promocji Nauczycieli.
W stopce redakcyjnej 1. numeru z 1990 napisano m.in. "Do użytku wewnątrzzwiązkowego, koszty wydania - 1.000 zł, redaguje zespół p.o. red. nacz. Jacek Rybicki, Leszek Biernacki, Lech Kujawski, opr. graf. Jolanta Mąkosa. Adres redakcji: Biuro Informacji Krajowej Sekcji Oświaty i Wychowania NSZZ „Solidarność”)".
Skład redakcji ulegał zmianom. W numerze 11. w stopce redakcyjnej znalazły się m.in. informacje: "Redaguje zespół: Lech Kujawski, Jacek Rybicki (redaktor naczelny), Piotr Szafarz, Tomasz Tukalski". W Przeglądzie publikował także m.in. Janusz Kaczmarek.
Wydawca: Zarząd Regionu Gdańskiego NSZZ „Solidarność” na zlecenie Krajowej Sekcji Oświaty i Wychowania NSZZ „Solidarność”.
W 1909–1939 ukazywał się pod tym tytułem miesięcznik Towarzystwa Czytelni Ludowych.